# Alsóozor
Alsóozor (szlovákul: Dolné Ozorovce) Bán városrésze, egykor önálló község Szlovákiában, a Trencséni kerület Báni járásában.

## Fekvése
Bán központjától 2 km-re északnyugatra fekszik.

## Története
1234-ben említik először, nemesi község volt. Plébániáját az 1332 és 1337 között kelt pápai tizedjegyzék már említi. A középkorban a gróf Cseszneky család volt a falu ura, a későbbiekben pedig az Ozoróczy, Pober és Svehla családok birtokolták. 1787-ben 11 házában 54 család és 206 lakos élt.
A 18. század végén Vályi András így ír róla: „Alsó, és Felső Ozor. Két tót falu Trentsén Várm. földes Ura Otlik Uraság, lakosaik katolikusok, fekszenek Bánhoz közel, mellynek filiáji, piatzozásaik közel vannak, de földgyeik néhol alább valók.”
1828-ban 26 háza és 229 lakosa volt. Lakói mezőgazdasággal foglalkoztak.
Fényes Elek 1851-ben kiadott geográfiai szótárában így ír a faluról: „Alsó-Ozor, tót falu, Trencsén, most A. Nyitra vmegyében, 120 kath., 89 evang., 10 zsidó lak. F. u. többen.”
1920 előtt Trencsén vármegye Báni járásához tartozott.
1960-ban csatolták Bánhoz.

## Népessége
1910-ben 177, túlnyomórészt szlovák lakosa volt.

## Neves személyek
- Itt született 1808-ban Horárik János író, újságíró, pap, evangélikus lelkész, az utópikus szocializmus eszméinek egyik első magyarországi terjesztője.

## Nevezetességei
- Klasszicista kastélya 1817-ben épült.

## Lásd még
- Bán
- Felsőozor
- Igazpüspöki
- Kishelvény